# Лесная спираль

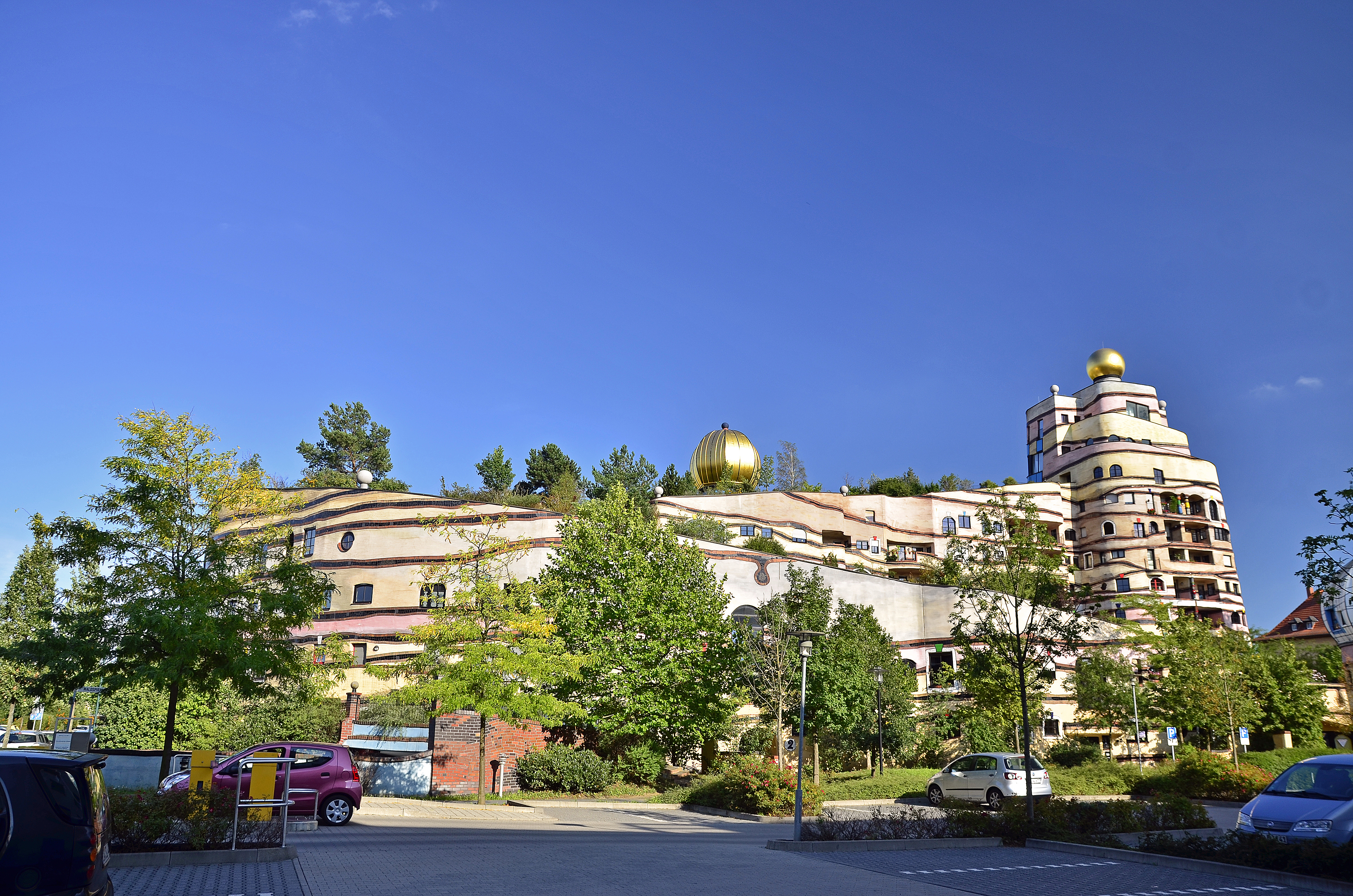
Waldspirale в Дармштадте

«Лесная спираль» (нем. Waldspirale) — жилой комплекс на 105 квартир в Дармштадте с подземным гаражом, кафе, баром и мини-магазином, спроектированный австрийским архитектором и художником Фриденсрайхом Хундертвассером. Дом отличается практически полным отсутствием прямоугольных форм. Комплекс построен в конце 1990-х гг. и находится недалеко от центра, рядом с пересечением улиц Рёенринг и Фридбергерштрассе (Фридбергерштрассе 6-8).
Отличительные черты строения - броский фасад с 1000 уникальных, не похожих друг на друга окон, золотые луковичные купола, яркая роспись здания в землистых тонах, яркие колонны и многочисленная зелень. Скатная крыша засажена деревьями и многолетними растениями, и проходит по U-образной дуге, как пандус. В самой высокой точке здание достигает двенадцати этажей в высоту.